# Acrapex mutans
Acrapex mutans là một loài bướm đêm trong họ Noctuidae.